# Perlomyia kiritshenkoi
Perlomyia kiritshenkoi är en bäcksländeart som beskrevs av Zhiltzova 1974. Perlomyia kiritshenkoi ingår i släktet Perlomyia och familjen smalbäcksländor. Inga underarter finns listade i Catalogue of Life.